# Leptonetela pungitia
Espèce
Leptonetela pungitia est une espèce d'araignées aranéomorphes de la famille des Leptonetidae.

## Distribution
Cette espèce est endémique du Viêt Nam.

## Publication originale
- Wang & Li, 2011 : A further study on the species of the spider genus Leptonetela (Araneae: Leptonetidae). Zootaxa, no 2841, p. 1-90.